# 린다 순드블라드
린다 순드블라드(Linda Sundblad, 1981년 7월 5일 ~ )는 스웨덴의 싱어송라이터, 모델, 배우이다.

## 음반 목록
- Oh My God! (2006)
- Manifest (2010)